# Сезар, Гус
Гус Кассиус Сезар (англ. Gus Cassius Caesar; 5 марта 1966, Тоттенхэм, Лондон, Англия) — английский футболист.

## Карьера
Сезар родился в Тоттенхэме, Лондон, и в августе 1982 года присоединился к «Арсеналу», став профессиональным игроком клуба в феврале 1984 года. Несмотря на то, что в начале своей карьеры Гус сломал лодыжку, Сезар многообещающе проявил себя в молодёжную команду «Стрелков». Гус играл на позиции фуллбэка или центрального защитника. Его дебют за «Арсенале» состоялся в матче с «Манчестер Юнайтед» на «Олд Траффорд» 21 декабря 1985 года. Игрок стал заменой дисквалифицированного Вива Андерсона. Арсенал не пропустил, а Сезар показал сильную игру, остановив «манкунианского» вингера Йеспера Ольсена, Лондонский клуб выиграл ту встречу со счётом 1:0..